# Krzysztof Łyżwa
Krzysztof Łyżwa (ur. 28 maja 1990 w Ostrowie Wielkopolskim) – polski piłkarz ręczny, środkowy rozgrywający, od 2019 zawodnik Górnika Zabrze.
Jest graczem praworęcznym, z podobną siłą wyprowadza jednak także rzuty lewą ręką. Może również występować na lewym i prawym rozegraniu.

## Kariera klubowa
Wychowanek Ostrovii Ostrów Wielkopolski, z którą w 2009 zdobył wicemistrzostwo Polski juniorów. W latach 2009–2011 występował w Baníku Karviná. Z zespołem tym wywalczył mistrzostwo Czech i puchar kraju. Będąc graczem czeskiej drużyny, występował w europejskich pucharach (Pucharze EHF i Pucharze Zdobywców Pucharów), rzucając w nich 11 goli. W 2011 przeszedł do Azotów-Puławy, w barwach których zadebiutował w Superlidze. W ciągu kolejnych czterech sezonów rozegrał w lidze 84 mecze i zdobył 208 goli. Ponadto wystąpił w 14 spotkaniach Challenge Cup, w których rzucił 14 bramek.
W sezonie 2015/2016 przebywał na wypożyczeniu w Ostrovii Ostrów Wielkopolski, w której barwach rozegrał 26 meczów i zdobył 202 gole, zostając królem strzelców I ligi. W 2016 powrócił do Azotów-Puławy. W sezonie 2016/2017, w którym rozegrał 32 mecze i rzucił 138 goli, zajął 7. miejsce w klasyfikacji najlepszych strzelców Superligi i otrzymał nominację do tytułu najlepszego środkowego rozgrywającego polskiej ligi. W sezonie 2017/2018 pauzował przez kilka miesięcy z powodu kontuzji mięśnia piersiowego większego, przez co w Superlidze rozegrał jedynie 13 meczów i zdobył 23 gole, a w Pucharze EHF nie wystąpił ani razu. W sezonie 2018/2019 rozegrał w lidze 22 spotkania i rzucił 27 bramek, zaś w Pucharze EHF wystąpił osiem razy i zdobył 12 goli.
W lipcu 2019 został zawodnikiem Górnika Zabrze, z którym podpisał dwuletni kontrakt.

## Kariera reprezentacyjna
W 2009 uczestniczył w otwartych mistrzostwach Europy juniorów w Szwecji. Występował również w reprezentacji młodzieżowej.
W grudniu 2012 został powołany przez trenera Michaela Bieglera do szerokiej kadry na mistrzostwa świata w Hiszpanii (2013); w turnieju tym nie wystąpił.
W reprezentacji Polski zadebiutował 3 listopada 2016 w przegranym meczu z Serbią (32:37), w którym rzucił dwie bramki. W 2017 uczestniczył w mistrzostwach świata we Francji, podczas których rozegrał siedem meczów i zdobył pięć goli. Po raz ostatni wystąpił w barwach narodowych w maju 2017.

## Sukcesy
Baník Karviná
- Mistrzostwo Czech: 2009/2010
- Puchar Czech: 2010/2011 (w meczu finałowym z Gumárny Zubří (34:27) zdobył siedem bramek)[16]

Indywidualne
- Król strzelców I ligi: 2015/2016 (202 bramki; Ostrovia Ostrów Wielkopolski)[7]
- 7. miejsce w klasyfikacji najlepszych strzelców Superligi: 2016/2017 (138 bramek; Azoty-Puławy)[8]